# 庫特 (伊拉克)

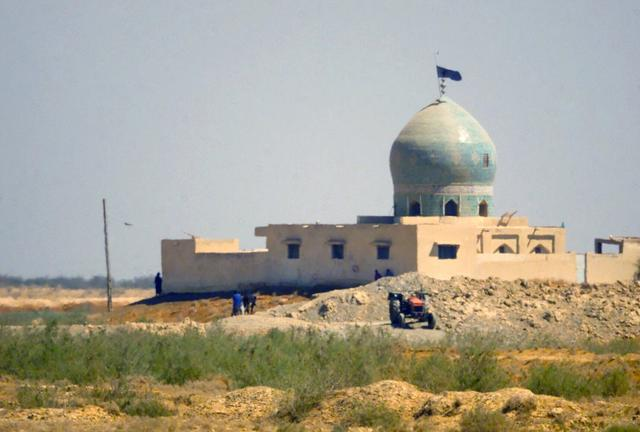
Kut

庫特（阿拉伯语：‎）是伊拉克東部的城市，位於首都巴格達東南100英哩的底格里斯河左河岸，是瓦西特省（1960年代前稱「庫特省」）的首府，數百年以來一直是區內的地毯貿易中心，周邊地區的土地肥沃，適合種植作為食糧的穀物。庫特在2003年的估計人口為374,000。

## 外部連結
- 庫特的衛星影像